# Lukáš Pražský
Lukáš Pražský (před 1460, Praha – 11. prosince 1528, Mladá Boleslav) byl český teolog, kněz a biskup Jednoty bratrské a literát. Vedle Bratra Řehoře bývá označován za druhého zakladatele Jednoty. Zasloužil se o reformu jejího věroučného systému a liturgického života a zajistil ji tím místo mezi respektovanými reformačními konfesními útvary. Byl mladším bratrem lékaře Jana Černého-Nigera.
V dochované literatuře je označován nejednotně, např. jako: Lukáš Starý; Br. Lukáš, Starší; Lukáš, biskup bratrský; Lukáš, pražský Bakalář; Br. Lukáš Pražský. (Namísto zkratky Br. – jakožto bratr – je v bratrských tiscích často uváděno jen B., což někoho může vést k omylu, že se jedná o zkratku křestního jména.)

## Život
Pocházel z Prahy a studoval na pražské univerzitě. Se svým bratrem Janem Černým zde patřil k okruhu reformních utrakvistů, k němuž náleželi také Viktorin Kornel ze Všehrd, pozdější bratrský kněz Vavřinec Krasonický a univerzitní mistři Jakub ze Stříbra (po Václavu Korandovi ml. administrátor konzistoře podobojí), Havel ze Žatce (později přistoupil k Jednotě) a Duchek z Mělníka. V Praze navštěvoval u sv. Jiljí kázání radikálního utrakvisty Michala Poláka, uvězněného v létě 1480 na Křivoklátě. Seznámil se zde také se spisy Petra Chelčického a s učením Jednoty bratrské, ačkoliv není doloženo, že by se setkával s jejími pražskými přívrženci, obsluhovanými ze sboru v Lenešicích u Loun. Zřejmě nedlouho poté, co 2. října 1481 získal titul bakaláře, odešel Lukáš z Prahy do Litomyšle, kde se chtěl seznámit s předními osobami Jednoty bratrské. Posléze prodal svůj majetek a k bratřím přistoupil.

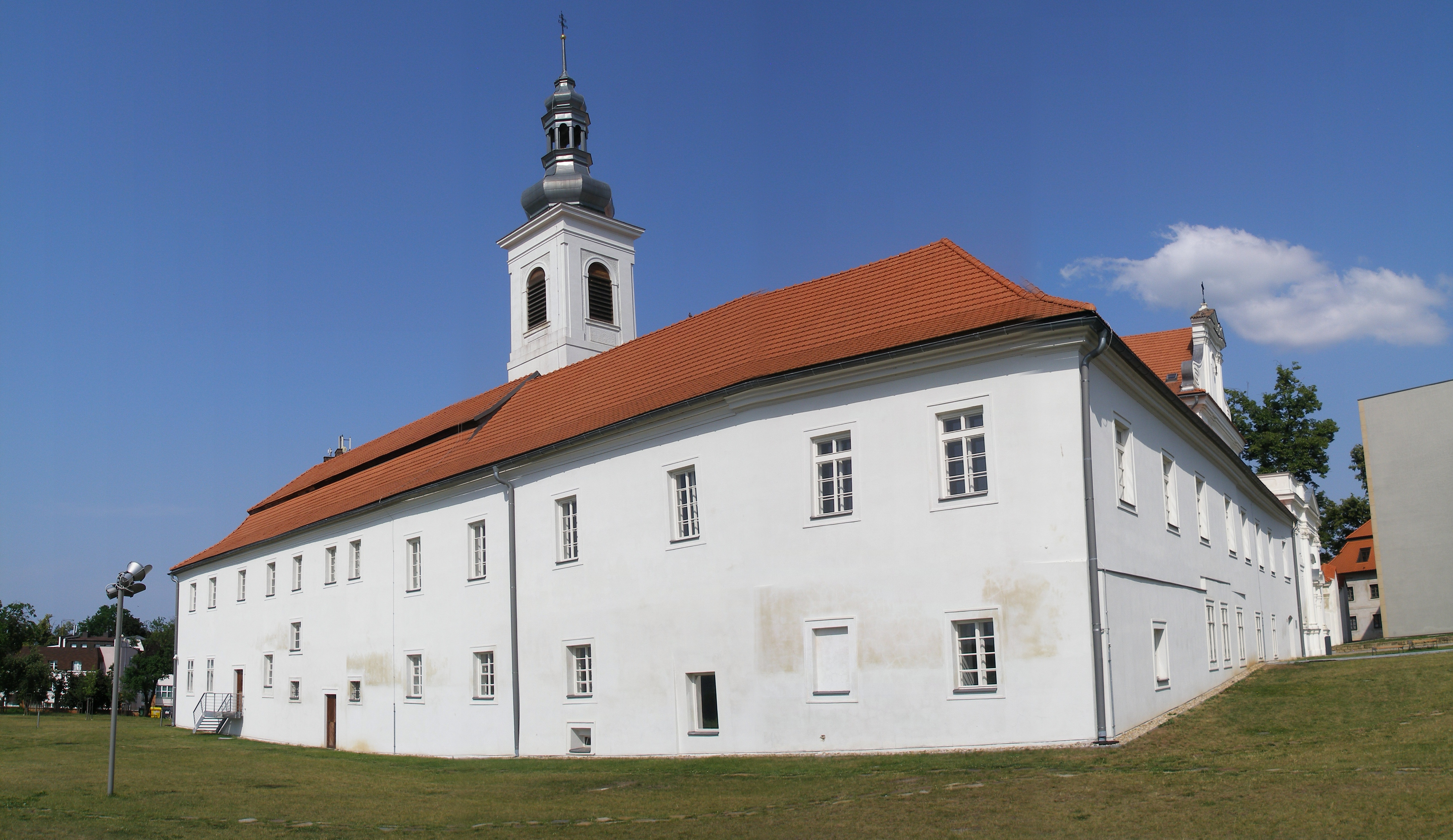
Objekt bývalého minoritského kláštera „na Karmeli“ v Mladé Boleslavi, sídlo Lukáše Pražského v letech 1494‒1528.

Svým vzděláním ‒ během studií se seznámil se spisy církevních otců, scholastickou teologií a husitským učením, zejména táborským ‒ a osobní zbožností si brzy získal v Jednotě respekt. Po vypuknutí sporů mezi tzv. velkou a malou stránkou se stal předním zastáncem progresivnějšího směru, který chtěl Jednotu zbavit původní moralistní strohosti a charismatického stylu správy duchovního společenství, orientovaného na autoritu jedné osoby. V roce 1491 byl spolu s Martinem Kabátníkem a několika dalšími osobami vyslán do jihovýchodní Evropy, kde se měl pokusit navázat kontakty s domnělými křesťanskými skupinami, praktikujícími prvotní křesťanství v neporušené podobě. Při této cestě navštívil Konstantinopol. V rámci změn ve vedení Jednoty, k nimž došlo následkem převahy tzv. velké stránky, byl v roce 1494 zvolen do úzké rady a jako místo působení mu byla určena Mladá Boleslav. O rok později podepsal spolu se sedmnácti dalšími bratry v Rychnově nad Kněžnou synodní usnesení, jímž se Jednota definitivně zřekla názorů Bratra Řehoře a Petra Chelčického, které doposud vylučovaly jakoukoliv účast na úřední moci a uzavíraly bratrské společenství před veškerými vlivy okolního světa.

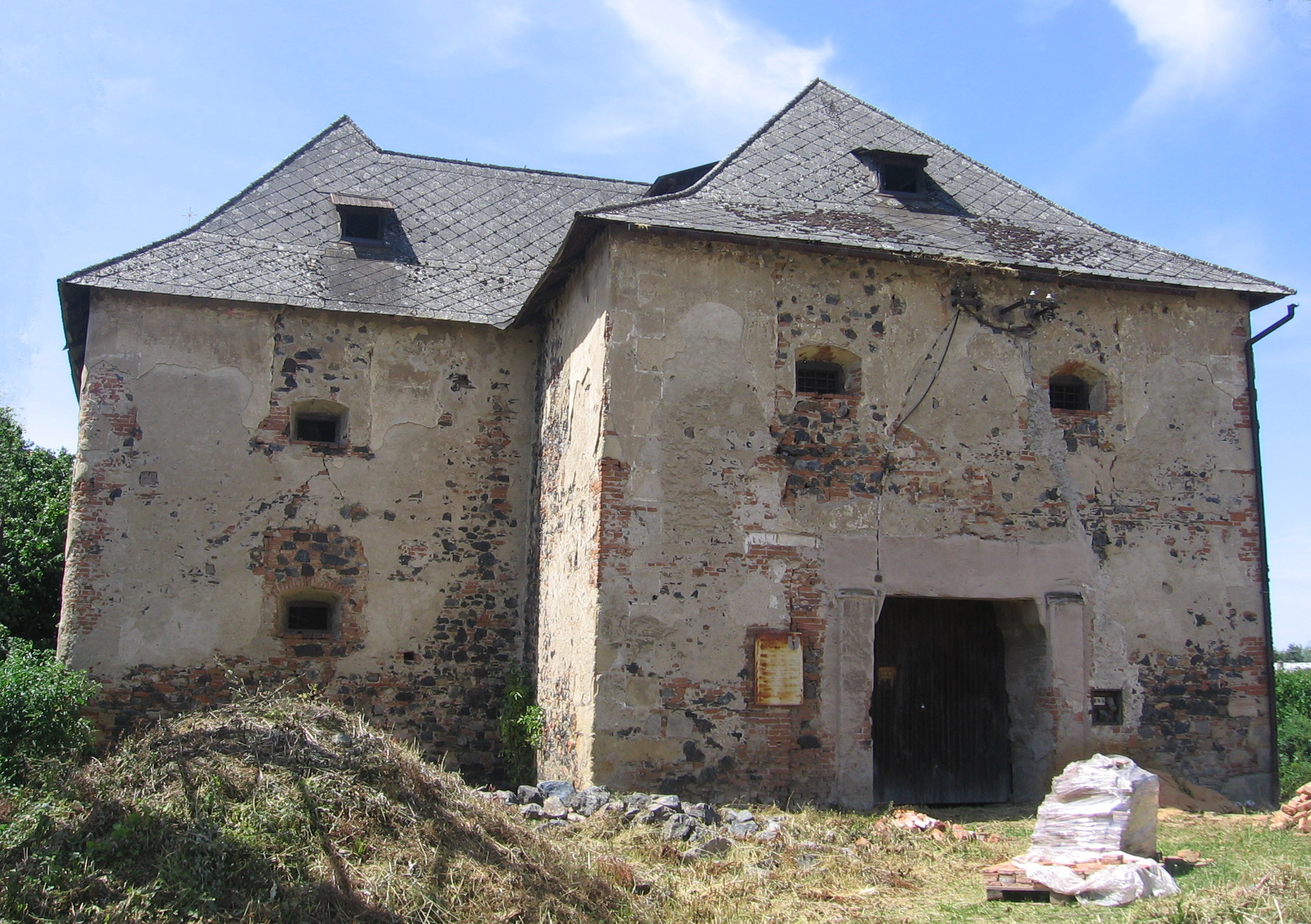
Tvrz v Řenčích, kde byl Lukáš v roce 1515 po několik týdnů vězněn loupeživým rytířem Petrem Sudou.

Mezi lety 1497‒1498 podnikl cestu do severní Itálie, kde navázal kontakty s obcemi valdenských a navštívil také Řím a Florencii, kde se stal svědkem upálení Jeronýma Savonaroly. Dojmy z cest jej utvrdily v přesvědčení, že Jednota se se svým oddělením od utrakvistické církve vydala správným směrem. Po smrti Matěje Kunvaldského v roce 1500 byl zvolen jedním ze čtyř bratrských biskupů a Mladá Boleslav se pod jeho vedením stala ‒ vedle Litomyšle ‒ hlavním bratrským centrem v Čechách. Na počátku 16. století, kdy se Jednota ocitla pod soustředěným tlakem oponentů z řad katolické církve, ji Lukáš literárně hájil, zejména pak po vydání tzv. Svatojakubského mandátu v roce 1508, kdy došlo k její přímé perzekuci. Pastoračními listy udržoval kontakt s vězněnými členy bratrských sborů a po několik let se musel také sám skrývat před zatčením. V listopadu 1512 přijal do Jednoty mladoboleslavskou vrchnost, paní Johanku Krajířovou. Na cestě do jižních Čech v září 1515 byli Lukáš a jeho dva průvodci zatčeni loupeživým rytířem Petrem Sudou z Řeneč a on sám propuštěn až po zaplacení vysokého výkupného.
Po smrti Tůmy Přeloučského v roce 1518 se Lukáš stal prvním mezi bratrskými biskupy jako tzv. biskup-sudí. Z podnětu Jana Roha vstoupil v roce 1522 do kontaktu s Martinem Lutherem. Předmětem jejich diskuse, která i přes vzájemný respekt nepřinesla podstatné sblížení obou stran, se vedle jiných teologických otázek stalo pojetí Večeře Páně. K Lutherově učení o ospravedlnění z pouhé milosti se Lukáš přiblížil svým důrazem na víru v nezaslouženou Boží milost a zásluhy Krista Spasitele. V průběhu 20. let musel Lukáš čelit aktivitám tzv. malé stránky, kterou se pokusil oživit malostranský nožíř Jan Kalenec a také vlivu skupin radikální reformace (zejména zwingliánů a novokřtěnců) s nimiž se Jednota dostávala do kontaktu na Moravě. Lukáš zemřel v Mladé Boleslavi při přítomnosti biskupa Martina Michalce a byl pochován Na Karmeli, v areálu bývalého minoritského kláštera, který byl od závěru 15. století sídlem bratrských biskupů a správců mladoboleslavského bratrského sboru. Zápis jeho závěti se dochoval v tzv. Nekrologiu Jednoty bratrské.

### Význam Lukášových reforem

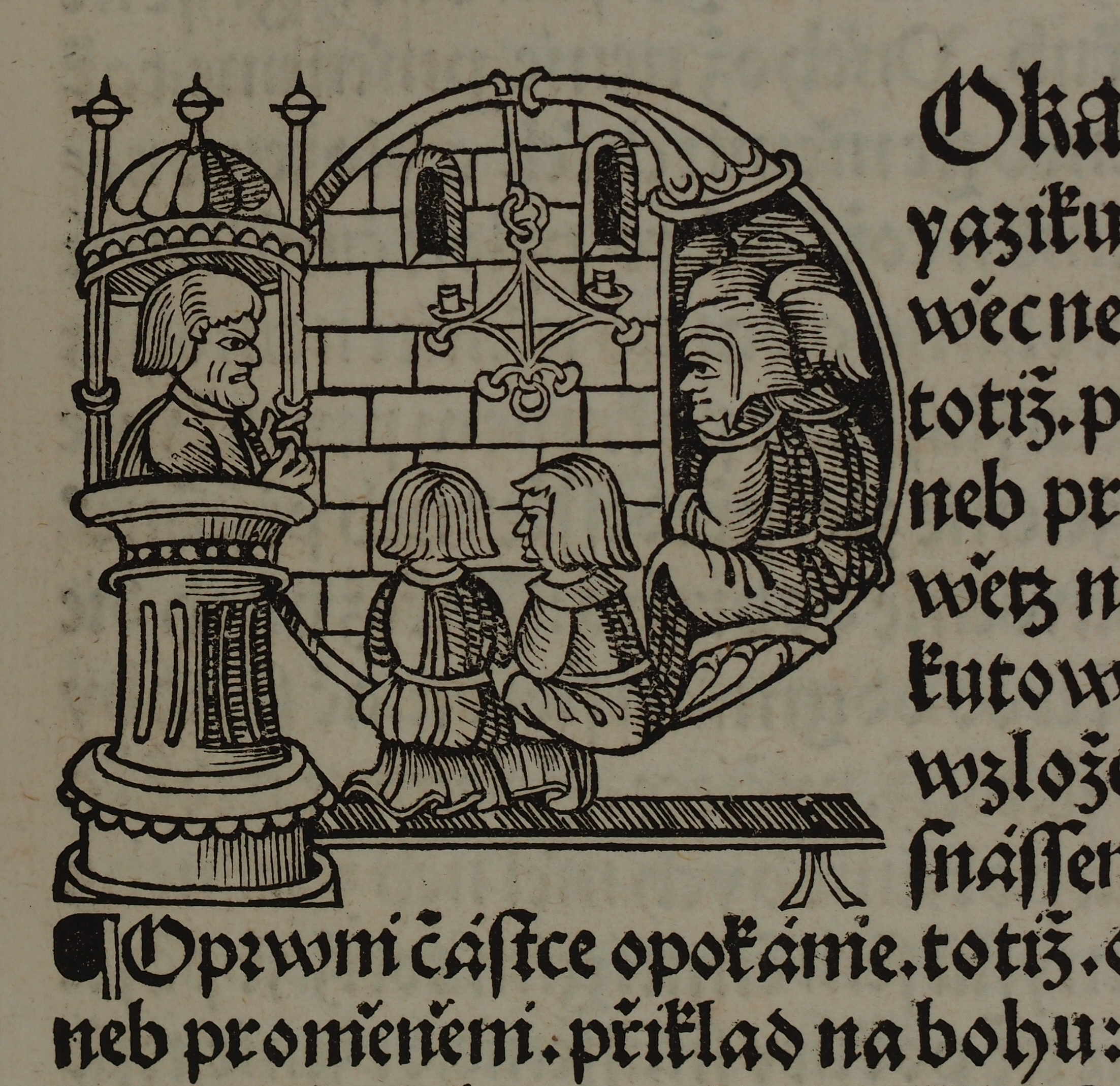
Kněz na kazatelně při bohoslužbě. Dřevořez z Lukášova spisu O pokání vytištěného v roce 1523.

Lukášův význam pro Jednotu bratrskou spočívá v reformě jejího věroučného systému, kterou v závěru svého života prováděl v konfrontaci s dobovými reformačními proudy (luterány, zwingliány). Tím současně vytyčil i mantinely vztahu Jednoty bratrské k těmto skupinám a v jeho trendu pokračovali Lukášovi nástupci v biskupském úřadě, např. v závěru svého života Jan Roh, nebo Jan Blahoslav. Teologicky navazoval na husitskou tradici, zejména táborství, jehož myšlenky nadále rozvíjel. V jeho spisech se projevuje také silný vliv scholastické teologie, bez jejíž znalosti nelze Lukášovo dílo plně pochopit. Tento vliv patrný i na komplikovaném a ne vždy srozumitelném jazyce některých jeho spisů. K jeho nejvlivnějším přínosům na poli teologie patří dokončení formulace učení o věcech k spasení podstatných, služebných a případných. V jejich řádném rozlišování, které bylo formálním principem bratrské věrouky, Lukáš spatřoval klíč k pravé zbožnosti a k obnově církve, z neporozumění tomuto principu podle jeho názoru vznikaly bludy. Dalším z konkrétních příkladů Lukášových reforem je oblast liturgie. Zaváděl pravidelné čtení starých církevních perikop při bratrských bohoslužbách, snažil se dodržovat postní období a zpívat písně vhodné pro příslušnou dobu liturgického roku. Ustoupil od někdejší strohosti bratrských bohoslužeb i ve vnějších projevech ‒ užíváním zvláštního kněžského oděvu, liturgického náčiní nebo například svící. U některých souvěrců narazil na tuhý odpor, neboť v těchto snahách spatřovali návrat k praxi římské církve. Lukáš má také zásluhu na pozitivní změně v postoji Jednoty vůči vyššímu vzdělání. Současně však odmítl nové trendy, které se prosazovaly se šířením humanismu a jeho reformační varianty ražené Filipem Melanchthonem. Zavrhl Lutherův požadavek, aby se bratři více věnovali studiu původních biblických jazyků, řečtině a hebrejštině, s odůvodněním, že jejich poznání pouze povede ke zmatkům v církvi. Z toho důvodu také odmítl zásadu překládat bibli podle původních jazyků, jak to vyjádřil ve svém překladu Nového zákona. Podporoval šíření bratrských spisů prostřednictvím knihtisku a podílel se na zřízení tiskárny Jiříka Štyrsy v Mladé Boleslavi, která pracovala částečně v režii Jednoty, ačkoliv provoz podniku byl značně ztrátový.

## Dílo
Lukáš Pražský byl nejplodnějším bratrským literárním autorem před Janem Amosem Komenským. Napsal přes 150 spisů, zasahujících do většiny bohosloveckých oborů. Formuloval v nich soustavu bratrského bohosloví a stanovil praktické návody a předpisy pro bohoslužbu, které důkladně teologicky zdůvodnil. V obranných spisech hájil Jednotu proti útokům zvenčí.

### Biblické překlady a výklady

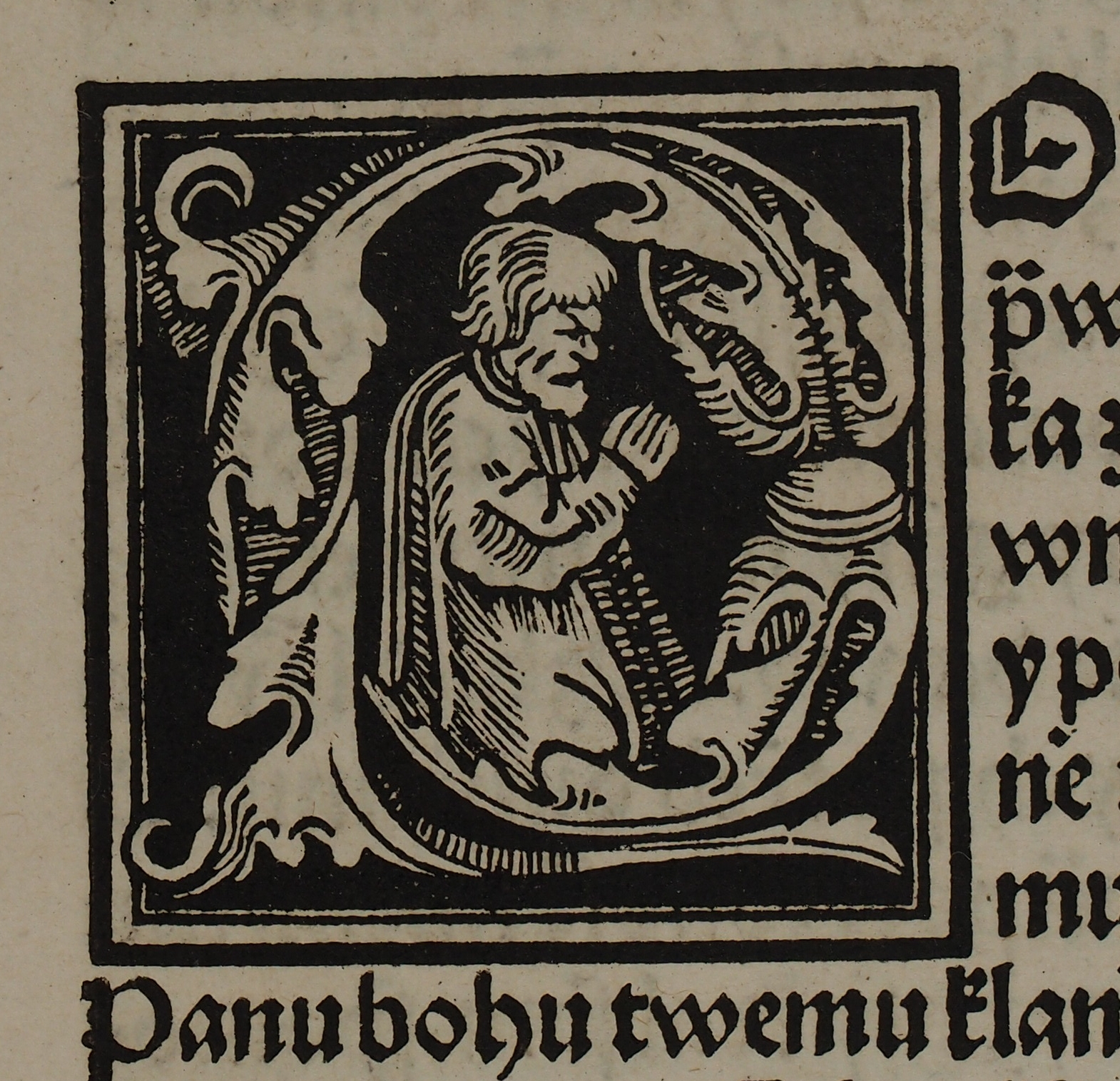
Ozdobná iniciála „P“ z Lukášova spisu Výklad na Modlitbu Páně vytištěného v roce 1520.

- Vejkladové na knihy Apocalypsis totiž Zjevení (1501, rkp.). Lukáš v tomto exegetickém díle mimo jiné pochybuje o tom, že by apoštol Petr pobýval v Římě.
- Naučenie pravé modlitby (1512, tisk; opět vytištěn 1520 pod názvem Výklad na Modlitbu Páně).
- Nový zákon (1525, tisk). Lukáš se k autorství překladu v tisku nepřiznal, ale dosvědčuje jej Jan Blahoslav v Gramatice české. Překlad je proveden podle latinského textu Vulgáty.

### Základní teologické spisy
- Bárka (asi 1493, nedochovaný rkp.). Nejstarší Lukášův spis, který se dochoval pouze v přepracované verzi z roku 1512, známé jako Spis Bárky. V alegorickém pojednání označuje církev za bárku, vysvětluje učení o podstatných a služebných věcech a staví se kladně k aktivní účasti na společenském řádu.
- Dialog, to jest rozmlúvanie ducha s duší (1507, tisk; opět vytištěn 1520, 1556 a 1563).
- O obnovení církve svaté ‒ známý též pod názvem Spis o dvanácti letech (1510, rkp.). Nejobsáhlejší z Lukášových spisů a jedinečný pramen pro sledování sporu mezi malou a velkou stránkou. Pojednání, v němž autor často využívá alegorii, zahrnuje i souvislé líčení počátků Jednoty.
- Sepsanie o mnohém a rozličném pokušení (1510‒1511, tisk; opět vytištěn 1521, dvakrát kolem poloviny 16. století a v roce 1585). Přepracované vydání staršího spisu, který napomíná k věrnosti Jednotě a k pokání v době pronásledování.
- Krátké sepsání ku potěšení nemocnému při smrti ‒ známé též pod názvem Zpráva jedné paní, jak by člověk věrný, pracující již k smrti a v jaké naději umříti měl (1517, tisk). Sepsáno ‒ pravděpodobně pro Johanku z Krajku ‒ ve formě modlitby, oslavující smrt jako přechod z tísnivých poměrů pozemského života do života věčného. Nabízí vzor pro rozloučení umírajícího s příbuznými a přáteli.
- O šesti příčinách bluduo obecních (1517, rkp.) První díl pojednává o příčinách bludů, druhý o tom, jak je možné se jim vyhnout. Lukáš pro tento spis přeložil části díla Erasma Rotterdamského Enchiridion militis christiani ‒ Rukověť křesťanského rytíře.
- Spis o pravdě a pravé jistotě Božího spasení ‒ podle svého prvního nedochovaného vydání zván též O třech letech (1558, tisk). Lukáš souhrnně líčí hlavní teze svého bohosloví.
- Postila. O latinské i české Lukášově postile se zmiňoval Jan Blahoslav v Pilném rozjímání, sluší-li Řeči Boží, Čtení svatá a epištoly opovrci a na ně více kázání nečiniti, avšak doposud není znám žádný rukopis, ani tisk tohoto Lukášova díla.

### Vzdělávací spisy a katechismy
- Odpověď na spis o přísaze (1499, rkp.). Odpověď na traktát jednoho ze stoupenců tzv. malé stránky. Stejné téma Lukáš rozvinul i v dalším spise z téhož roku a v jiném, sepsaném roku následujícího.
- O požívání těla a krve Páně (1501, rkp.). Psán ve formě listu, určeného panu Kavkovi z Říčan a na Štěkni. Lukáš vysvětluje duchovní a posvátné přijímání Večeře Páně.
- Otázky dětinské (asi 1501, rkp.). Dětský katechismus, mezi lety 1521‒1530 mnohokrát vytištěný v různých dialektech němčiny a jednou ve švédštině. V roce 1502 na něj reagoval traktátem Proti bludným a potupeným artikulóm křesťanským františkán Jan Vodňanský. Byl přejat do Lukášova Spisu otázek trojích z roku 1523.
- Otázky větší (asi 1501, rkp.). Katechismus určený pro dospělé, obsahuje 280 otázek a odpovědí.
- O spasení (1512, rkp.). Výklad o tom co je třeba, chce-li být člověk spasen, co je spása a jak Bůh lidi rozumu došlé spaseny činí.
- O klaněnie a klekánie před svátostí těla a krve Božie známé též pod názvem O pravdě vítězné (1520, tisk). Lukáš tímto spisem zahájil rozhovor s Martinem Lutherem, v roce 1522 mu zaslal latinský překlad spisu.
- O opětování křtu (1521, tisk). Odpověď na otázku protivníků Jednoty, proč u svých členů opakují křest, vykonaný na nemluvňatech římským knězem. O několik let později bratři tuto praxi zrušili.
- O puovodu cierkve svaté (1522, tisk; opět vydán v roce 1762 exulantem Janem Šlerkou v Královci). Lukáš shrnuje dřívější výklady o podstatě církve, vysvětluje pojetí všeobecného kněžství a obhajuje nutnost vzniku Jednoty bratrské.
- O puovodu i o pravdě kněžstvie trojieho (1522, tisk). Vysvětlení podstaty kněžského úřadu.
- O dvojím přijímání těla a krve Páně (1523, tisk). Autor rozlišuje mezi duchovním a posvátným přijímáním Večeře Páně.
- O pokání (1523, tisk). Zahajuje sérii děl, pojednávajících otázku ospravedlnění. Podle předmluvy se stalo jádrem spisu Lukášovo kázání v Mladé Boleslavi o masopustní neděli.
- O manželstvie (1523, tisk). Pojednává o tom, co je manželství samo, co je svátost manželství, co je třeba před uzavřením manželství a před přijetím této svátosti.
- O stavu svobodném a manželském (1523, tisk).
- Spis otázek trojích (1523, tisk). Spis je psán formou katechismu, určeného pro tři věkové kategorie. První díl obsahuje Otázky dětinské, sepsané již kolem r. 1501. Další části obsahují výklad Apoštolského vyznání víry a učení o svátostech.
- O spravedlnosti povinné a o milosti Kristově (1523, rkp.). V první části spisu pojednává o spravedlnosti vyplývající ze Starého zákona, jehož požadavkům člověk nemůže nikdy vyhovět, ve druhé části spisu o Kristově milosti, jak o ni svědčí Nový zákon. Lukáš podrobně vykládá Desatero a Kázání na hoře, v němž vidí zrcadlo lidské porušenosti a řeší otázku vztahu mezi vírou a skutky.
- O moci světa (1523, tisk). Pojednání o světské moci je polemikou s nesmiřitelným dualismem Petra Chelčického, který odmítáním účasti na veřejném životě a přísahy nutí vést život v ústraní. Lukáš obhajuje roli státu, který zabraňuje rozkladu lidské společnosti, ale zároveň vystupuje proti nepatřičnému zaměňování kompetencí duchovní a světské moci. Skepticky se staví vůči Lutherově důvěře ve světskou vrchnost, která může zasahovat do církevních záležitostí.
- O spravedlivosti z viery (1524, tisk). Zkrácená verze původního spisu O spravedlivosti z r. 1510, silně ovlivněného Augustinovou terminologií. Byla vytištěna společně se Spisem o lásce, který je rozpracováním kázání, předneseného Lukášem r. 1523 v Mladé Boleslavi před duchovními Jednoty.

### Spisy o bohoslužbě, liturgii a církevním řádu

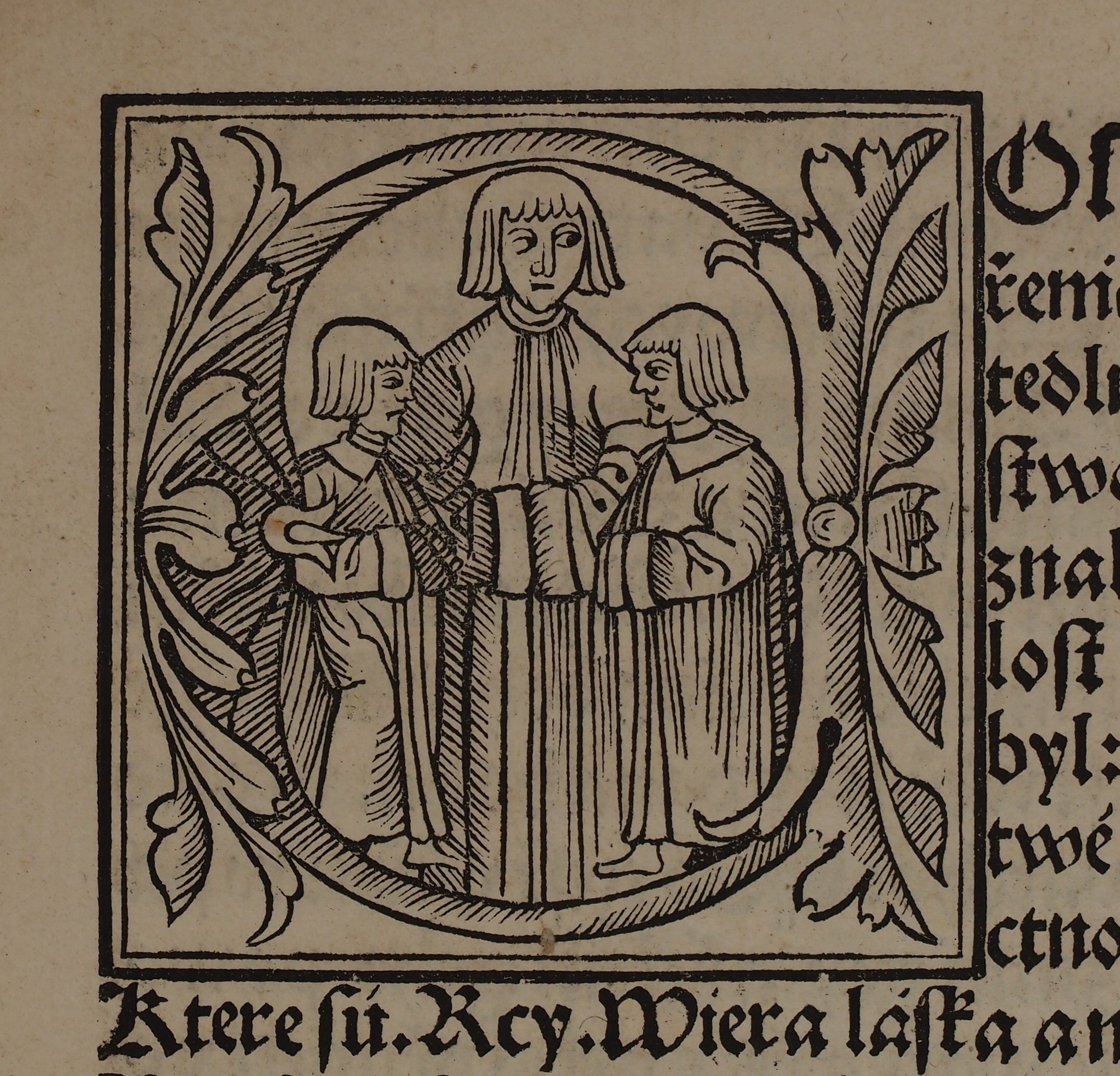
Ozdobná iniciála „C“ z Lukášova Spisu otázek trojích vytištěného v roce 1523.

- Knížka modliteb kněžských (1518, nedochovaný tisk). Soupis liturgických modliteb, související s Lukášovou reformou bratrské bohoslužby.
- Kniha zpěvuov a chval božských (1519, tisk). Lukáš je za vydavatele tohoto zpěvníku označen v předmluvě Šamotulského kancionálu.
- Proč při přijímání k svátostem závazkové dějí se (1522, tisk).
- Zprávy kněžské (1527, tisk). Spis, který byl hotov již v roce 1518, je sbírkou instrukcí různého charakteru, určenou pro bratrské kněze a biskupy. Představuje nárys bratrské praktické teologie a je jedinečným dokladem o nárocích, jaké Jednota kladla na své duchovenstvo.
- Lukáš je také původcem téměř 150 duchovních písní, z nichž bylo asi 100 přejato do Šamotulského kancionálu. Některé byly též otiskovány v katolických zpěvnících.

### Apologetické a polemické spisy
- O příčinách oddělení sepsání bratrské (1496, rkp.). Autor zdůvodňuje oddělení se bratří od církve podobojí a snaží se oslabit tvrzení tzv. malé stránky, že Jednota vznikla pouze ze znechucenosti nad mravní nevázaností husitských kněží. Skutečným důvodem je prý jimi praktikované nesprávné a nebiblické vysluhování svátostí a uvádění lidí do mylné naděje ohledně jejich spasení.
- List králi Vladislavovi (1503 rkp., v roce 1512 vyšel pod názvem Oratio excusatoria v latinském překladu). Bratrská obrana sepsaná krátce poté, co král Vladislav Jagellonský nechal 5. července 1503 uzavřít bratrské sbory a bratřím nařídil přestoupit k podobojím nebo katolíkům. Lukáš sděluje, že bratři jsou ochotni dát se poučit, pokud se tak stane na základě Písma.
- Apologia neb konfesí (1503, rkp.). Konfese je koncipována jako dopis příteli a autor, za nějž někteří badatelé považovali Lukáše Pražského, vykládá, proč i přes veškerá nebezpečí nadále zůstává členem Jednoty.
- Odpověď bratří na dvoje psání doktora Augustina (1508, tisk). Odpověď na útoky moravského humanisty Augustina Käsenbrota proti Jednotě bratrské. Latinský překlad vyšel pod názvem Excusatio Fratrum Valdensium contra binas literas doctoris Augustini tiskem v roce 1512.
- List králi Vladislavovi (1509, rkp.). Lukáš brání Jednotu před opětovným pronásledováním a žádá krále, aby bylo zastaveno a bratřím poskytnuta alespoň taková míra svobody, jakou mají v Čechách Židé.
- Apologia sacre scripturae (1511, tisk dostupný online; vytištěna česky 1518 a opět mezi lety 1551‒1559 pod názvem Spis dosti činiecí z viery). Česká předloha konfese vznikla v letech 1503 a 1507. Její latinský překlad, vytištěný 1511 v Norimberku, vzbudil ohlas i za hranicemi, ale narazil spíše na odpor. S konfesí se seznámili Erasmus Rotterdamský i Martin Luther.
- Odpověď na psaní lipnického faráře Jana (1513, rkp.). Polemika s utrakvistickým knězem, který se dotýkal některých momentů sporu velké a malé stránky.
- Odpověď na spis Martina z Počátek (1514, tisk). Polemika se spisem jiného utrakvistického kněze, vytištěným proti bratřím v Praze.
- Odpověď na spis kněze Mikuláše (1522, tisk). Polemika s utrakvistickým farářem kostela sv. Petra na Poříčí. Druhá část spisu pojednává o příčinách oddělení Jednoty od utrakvistů a brání táborský proud husitství.
- Odpověď na spis Kalencuo (1523, tisk). Polemika s tzv. malou stránkou, vedenou Janem Kalencem. Odpověď na výtku, že bratři se příliš váží Starým zákonem. Ten je třeba respektovat, aby mohlo být pochopeno jádro zákona milosti, ohlášené Novým zákonem. Lukáš zde zmiňuje své kazatelské cesty do Prahy a Brandýsa nad Labem.
- Odpověď bratřie na spis Martina Luthera (1523, tisk). Podává vysvětlení některých bodů bratrského učení, ke kterým se vitemberský reformátor kriticky vyjádřil v pojednání Von Anbeten des Sakraments. V souvislosti s Večeří Páně Lukáš vykládá učení o Kristových bytech (tj. způsobech přítomnosti jeho osoby), bratrské pojetí křtu, svátostí a význam dobrých skutků. Obhajuje celibát bratrských kněží, studium hebrejštiny a řečtiny naprosto nepokládá za potřebné.
- Trialogus (1524, rkp.). Obrana bratrského radikalismu v některých teologických otázkách. Lukáš hájí příbuznost bratrského učení s myšlením táborských teologů, zdůrazňuje rozdíl mezi bratrským a utrakvistickým pojetím Večeře Páně a nepřímo odmítá i luterské učení o konsubstanciaci.
- List od bratří králi Ludvíkovi (1524, tisk; 1525 vytištěn v německém překladu pod názvem Eyn Sende Brieff der Bruder aus Behem). Obrana Jednoty před hrozícím pronásledováním. Lukáš stručně líčí její původ a staví se proti jejímu ztotožňování s pikarty a valdenskými.
- Odpis proti odtržencuom (1525, tisk). Polemika s tzv. malou stránkou, v níž Lukáš opět zdůvodňuje funkci státu a nastiňuje novozákonní pojetí světské moci. Zastává rovněž tezi, že víru nelze vynucovat násilím.
- O gruntu viery (1525, tisk). Výklad celého učení Jednoty, psaný formou vyznání víry. Předchází jej úvod zdůvodňující oddělení Jednoty od utrakvistů. Lukáš zde shrnul všechny důležité teologické otázky, k nimž se vyjadřoval v minulých letech ve svých tištěných i rukopisných dílech.
- Spis dosti činící těm, jenž o svátosti těla a krve Páně méně, než pravda čtenie [tj. evangelia] smysliti káže, smyslí (1525, tisk). Je určen Janu Čížkovi a Lukáš v něm polemizuje se šířícím se zwingliánským pojetím Večeře Páně. Odmítá chápat svátosti jako pouhá znamení, pravda evangelia je v nich obsažena posvátně, mocně a právě.
- Eyn kurtz unterricht von dem ursprunck der Bruder in Behmen (1525, tisk). Překlad psaní, určeného hromničnímu sněmu utrakvistické šlechty v Praze r. 1524.
- Spis proti vnově povstalým odporóm, že by svátost těla a krve Páně znamením toliko a ne pravdou byla (1526, tisk). Pokračování polemiky s přívrženci zwingliánského učení, obsahuje úryvky z jiných spisů, v nichž bratři pojednávají o Večeři Páně.
- Spis proti neplné a necelé vieře (1527, tisk). Další polemika s vyznavači zwingliánského učení, v některých bodech se však obrací i k luteránům. Umožňuje porozumět Lukášovu pojetí samostatnosti Jednoty v dobových proudech evropské reformace. Cílem bratrského bohosloví je podle autora ucelený výklad víry v plnosti jejího obsahu.
- O puovodu Jednoty bratrské (1527, rkp.). Je odpovědí na spis o počátcích Jednoty z pera stoupenců tzv. malé stránky. Líčí nejen počátky Jednoty, ale i vznik celého husitského hnutí a představuje tak „oficiální“ pohled Jednoty na své dějiny, které vnímala v kontextu celého husitství.
- Zpráva bratří starších pánuom některým učiněná (1528, rkp.). Lukáš se v listě určeném moravským šlechticům brání před nařčením, že by Jednota pohrdala novokřtěnci a vysvětluje, proč je nemožné, aby se s nimi spojila.

### Úřední listy sborům a jednotlivým osobám
- List M. Havlovi do Ústí (1502, rkp.). Lukáš obhajuje zavádění liturgické reformy a zdůrazňuje, že bratří se oddělili od toho, co je zlé a ne od toho, co lze dobře používat. List podobného charakteru napsal též bratru Sautorovi do Brandýsa nad Orlicí.
- Psaní sborům v pokušení (1508, tisk). Napomenutí členů bratrských sborů k věrnosti v době nastalého pronásledování.
- Lukášova závěť (1528, rkp.). Dochovala se v zápisech bratrského Nekrologia i v dějepisném díle Historia Fratrum. Byla určena úzké radě a Lukáš v ní vyslovuje přání, aby po jeho smrti přešla správa Jednoty na čtyři biskupy, z nichž Martin Škoda by měl mít mezi nimi prvenství.

### Drobné literární dílo
- Kristus, příklad pokory - česká postní píseň

### Edice
- BEDNÁŘ, František. Bratr Lukáš: Zprávy kněžské. In: Křesťanská revue 45 (1978), 154–159
- FIEDLER, Joseph (ed.). Todtenbuch der Geistlichkeit der Böhmischen Brüder. Fontes rerum Austriacarum. Oesterreichische Geschichts-Quellen. Abt. 1. Scriptores. Bd. 5. Wien 1863, 224‒226 (životopisné údaje podle bratrského Nekrologia)
- JUST, Jiří. Bratrské agendy k Večeři Páně. In: Ota Halama (vyd.). Coena Dominica Bohemica. Praha 2006 (Acta Reformationem Bohemicam Illustrantia. Studijní texty UK ETF v Praze, 6), 51–76 (agenda k Večeři Páně Lukáše Pražského zaznamenaná ve spisu Zprávy kněžské)
- LANDOVÁ, Tabita. Liturgie Jednoty bratrské (1457-1620). Červený Kostelec: Pavel Mervart, 2014, 372-386, 409-414, 415-424, 427-429, 430-433, 454-459 (Agendy ke křtu dospělých, k biřmování, k potvrzení dětí, k pokání, k oddávání a k pomazání nemocných ze spisu Zprávy kněžské).
- MOLNÁR, Amedeo. Bratr Lukáš, bohoslovec Jednoty. Praha 1948, 120–133 (Otázky dětinské)
- MÜLLER, Joseph Theodor (ed.). Die deutschen Katechismen der Böhmischen Brüder. Kritische Textausgabe mit kirchen- und dogmengeschichtlichen Untersuchungen und einer Abhandlung über das Schulwesen der böhmischen Brüder. Berlin 1887, 11–28, 151–158, 163–188, 190–208 (německojazyčná vydání Otázek dětinských z r. 1522, 1524, 1525 a 1527)
- ROHDE, Michael (ed.). Luther und die Böhmischen Brüder nach den Quellen. Brno 2007, 165–233 (Odpověď bratřie na spis Martina Luthera v německém překladu J. Th. Müllera a E. Peschkeho)
- SMOLÍK, Josef (ed.). Das Abendmahl nach den Ordnungen der Brüderunität. In: Irmgard Pahl (Hg.). Coena Domini. Bd. 1. Die Abendmahlsliturgie der Reformationskirchen im 16./17. Jahrhundert. Freiburg 1983, 543–561 (Lukášův formulář k Večeři Páně ze spisu Zprávy kněžské v češtině a v německém překladu)